# Plebejus baroghila
Plebejus baroghila is een vlinder uit de familie van de Lycaenidae. De wetenschappelijke naam van de soort is voor het eerst geldig gepubliceerd in 1927 door Tytler.